# 凍土の旅人
『凍土の旅人』（とうどのたびびと）は、日本国の漫画家、 谷口ジローの漫画作品である。

## あらすじ
一攫千金を狙って極寒の地を訪れた男は、ただ一人狩りをして暮らす老人と出会った。

## 初出
『ビッグコミックオリジナル』第30巻（2003年7月2日増刊号（ビッグコミック1））に掲載された。

## 単行本
フランス語のほか、スペイン語、ドイツ語、英語、イタリア語及びポーランド語に翻訳された。
日本語
選集『凍土の旅人 谷口ジロー傑作集』に所収された。
- 「凍土の旅人」『凍土の旅人 谷口ジロー傑作集』小学館〈ビッグコミックススペシャル〉、2005年1月。ISBN 4-09-183716-6。[3]
- 「凍土の旅人」『野生の中へ 谷口ジロー狩猟短編傑作集』山と溪谷社、2022年11月。ISBN 978-4-635-04944-3。[4][5]

## 脚註